# 海德·罗森达尔
海德·罗森达尔（德語：Heide Rosendahl，1947年2月14日—），德国女子田径运动员。她曾代表西德参加1968年和
1972年夏季奥林匹克运动会田径比赛，获得二枚金牌和一枚银牌。